# Martin Hrbáč
Martin Hrbáč (* 10. ledna 1939 Hrubá Vrbka) je horňácký houslista a zpěvák, primáš Horňácké cimbálové muziky. Jako houslista je samoukem. V mládí začínal v kapele Jožky Kubíka. V roce 1966 založil Horňáckou cimbálovou muziku.

## Nahrávky
- Horňácký hudec, Horňácká cimbálová muzika, Brno : Gnosis Brno, 1995, G-MUSIC 003, reedice Indies Happy Trails 2012
- František Okénka: Preletěuo vtáča, album k 75. narozeninám učitele a folkloristy Františka Okénky z Malé Vrbky, 1996, G-MUSIC 007
- Pěkné zkázáníčko, Tonstudio Jaromír Rajchman, 1999

## Ocenění
- Medaile Za zásluhy 1. stupeň (2022)